# Божевільний геній (фільм, 2017)
Божевільний геній (Mad Genius (Mindhack: #savetheworld)) — американський науково-фантастичний фільм 2017 року, написаний і знятий Ройсом Горсачем.

## Про фільм
Божевільний геній намагається зламати людський розум, щоб «виправити» людство.

## Знімались
| Актор            | Роль   |
| ---------------- | ------ |
| Кріс Мейсон      | Мейсон |
| Скотт Мекловіц   | Фінн   |
| Спенсер Лок      | Сейєр  |
| Фаран Тагір      | Еден   |
| Гбенга Акіннагбе |        |
| Брендон Скотт    |        |
| Теміна Санні     |        |
| Леві Тран        |        |